# Glenn Hauser
Glenn Hauser (ur. 12 kwietnia 1945 w Berkeley) – amerykański dziennikarz radiowy. Prowadzi cotygodniową 30-minutowa audycję "World Of Radio". Jego poglądy są lewicowe i agnostyczne, co odróżnia go od większości amerykańskich dziennikarzy stacji krótkofalowych.
Glenn Hauser jest też nasłuchowcem.